# Иосиф II Солтан
Митрополи́т Ио́сиф II (в миру Илья́ Солта́н) — митрополит Киевский, Галицкий и всея Руси (1507—1522).

## Биография
Происходил из семьи господарских бояр Логойского повета; по сообщению Антония Мироновича, имел мирское имя Илья.
Ранее был епископом Смоленским. В 1502 году, при осаде Смоленска московскими войсками, Иосиф, как местный епископ, оказал услугу королю Александру, который затем наградил его новыми земельными владениями и выдвинул его на пост митрополита.
Иосиф в 1509 созвал в Вильне (ныне — Вильнюс) собор для создания западно-русской церкви, а в 1511 получил от короля Сигизмунда I подтверждение своей власти над всеми церквями греческого закона в Литве и Польше.
В Москве об Иосифе не говорили хорошо, так как он не поддерживал политических замыслов великого князя московского; русские летописи называют его отступником православной веры, который помог вышедшую за литовского князя великую княгиню Елену обратить в католичество. В действительности он много сделал для укрепления церкви в западной Руси. В сане архимандрита он был на Востоке и с любовью изучал обычаи восточной церкви. Приглашения короля создать церковную унию Иосиф, по совету константинопольского патриарха, отклонял ссылкой на зависимость от последнего. Он написал «Правила» для собора 1509 и составил интересную «Опись Слуцкого монастыря» («Акт. Зап. Рос.», I, № 115).